# Астрингин
Астрингин (англ. astringin) — фенольное соединение природного происхождения, гликозид пикеатаннола, гидроксилированное производное стильбена. 

## Распространение в природе
Астригин находится в коре ели ситхинской (лат. Picea sitchensis) и ели обыкновенной (лат. Picea abies).
Кроме этого, астригин обнаружен в клетках винограда (лат. Vitis vinifera) и в вине.

## См.также
- Пикеатаннол